# آرثر مايا (لاعب كرة قدم)
آرثر مايا (13 أكتوبر 1992 - 28 نوفمبر 2016) لاعب كرة قدم محترف برازيلي كان يلعب في نادي شابيكوينسي كلاعب وسط مهاجم ولقد توفي في يوم 28 نوفمبر 2016 عقب كارثة رحلة خطوط لاميا الجوية 2933.

## وصلات خارجية
- (بالبرتغالية) Profile at EC Vitoria
- آرثر مايا على موقع رابطة كرة القدم اليابانية للمحترفين (اليابانية)
- آرثر مايا على موقع قاعدة بيانات كرة القدم.إي يو (الإنجليزية)
- آرثر مايا على موقع Soccerway.com (الإنجليزية)
- آرثر مايا على موقع عالم كرة القدم.نت (الإنجليزية)